# Турнон, Франсуа де
Франсуа де Турнон (фр. François de Tournon; 1489, Турнон-сюр-Рон — 22 апреля 1562, Сен-Жермен-ан-Ле) — кардинал, французский государственный деятель.

## Биография
Принимал участие в переговорах о возвращении из испанского плена Франциска I, заключении Камбрейского мира и бракосочетании Франциска с сестрой Карла V (1526). Был посредником в переговорах Генриха VIII с папой, участвовал в заключении Ниццского мира (1538). Состоял одно время посланником в Риме. Умер в звании лионского архиепископа.
Турнон ревностно занимался искоренением протестантизма — вёл богословские диспуты, принимал суровые меры против кальвинистов в своём архиепископстве; он же призвал во Францию иезуитов. Заботился о расширении королевской библиотеки, основал королевскую типографию и несколько коллежей. В частности, основал Коллеж де Турнон, который иезуиты позднее сделали одним из самых известных учебных заведений королевства, покровительствовал писателям и учёным.